# Miyabi Natsuyaki
Miyabi Natsuyaki (jap. 夏焼雅 Natsuyaki Miyabi; ur. 25 sierpnia 1992 w prefekturze Chiba) – japońska piosenkarka j-pop. Jej kariera rozpoczęła się w roku 2002, kiedy przeszła do audycji Hello! Project Kids wraz z innymi dziećmi. Od tego czasu uczestniczy w tej grupie, tworząc z innymi członkiniami zespół Berryz Kōbō. Od roku 2007, wraz z Momoko Tsugunagą (Berryz Kōbō) i Airi Suzuki (°C-ute) śpiewa w zespole Buono!.

## Zespoły
- Aa! – 2003
- Berryz Kōbō – od 2004
- Buono! – od 2007
- Hello! Project Kids
- H.P. All Stars

## Fotoalbumy
- MIYABI – 2007.05.31

## Filmografia
- 2002 – Koinu Dan no Monogatari (jap. 仔犬ダンの物語)
- 2004 – Promise Land ~Clovers no Daibouken~ (jap. Promise Land ～クローバーズの大冒険〜)

## Radio
- Hello Pro Yanen! (jap. ハロプロやねん！) – 2008.02.08, ABC Radio

## Reklamy
- PizzaLa (jap. ピザーラ Pizaara)